# 이연숙 (사회언어학자)
이연숙(李姸淑, 1956년~)은 대한민국의 사회언어학자, 저술가이다. 주로 한국어와 일본어의 사회언어학과 문학 사상사를 연구했으며 히토쓰바시 대학 명예교수이다.

## 생애
대한민국 전라남도 순천시에서 태어났으며 광주에서 성장했다. 연세대학교 문과대학 국어국문학과를 졸업한 후 일본으로 유학을 떠났으며 히토쓰바시 대학 대학원에서 학위 논문 《국어라는 사상》으로 박사 학위를 취득했다. 이 논문으로 1997년에 산토리 학예상을 수상했다.

## 학력
- 연세대학교 문과대학
- 1985년 히토쓰바시 대학 대학원 사회학연구과 석사 과정을 수료
- 1989년 다이토 문화대학 국제관계학부 박사 강사
- 1991년 히토쓰바시 대학 대학원 사회학연구과 박사 과정 단위 취득 만기 퇴학
- 1996년 히토쓰바시 대학 사회학 박사

## 주요 경력
- 1991년 다이토 문화대학 조교수
- 1992년 인하대학교 특임강사
- 1993년 중앙대학교 특임교수
- 1997년 히토쓰바시 대학 대학원 언어사회연구과 조교수
- 2001년 히토쓰바시 대학 대학원 언어사회연구과 교수

## 저서
- 1996년 《국어라는 사상》 (「国語」という思想――近代日本の言語認識) 산토리 학예상 수상
- 2007년 《이방의 기억: 고향・국가・자유》 (異邦の記憶 故郷・国家・自由)
- 2009년 《말이라는 환영(幻影)》 (「ことば」という幻影 近代日本の言語イデオロギー)